# Castle Bytham
Castle Bytham – wieś w Anglii, w hrabstwie Lincolnshire, w dystrykcie South Kesteven. Leży 53 km na południe od Lincoln i 142 km na północ od Londynu.
W 2001 miejscowość liczyła 744 mieszkańców.